# داريو غرادي
داريو غرادي (بالإنجليزية: Dario Gradi)‏ مواليد 8 يوليو 1941 في ميلانو، هو مدرب ولاعب كرة قدم إيطالي سابق كان يلعب في مركز الدفاع.